# 科斯库里塔
科斯库里塔，是西班牙卡斯蒂利亚-莱昂索里亚省的一个市镇。总面积55平方公里，总人口135人（2001年），人口密度2人/平方公里。